# Adriana Sage
Adriana Sage, née le 16 avril 1980 à Mexico, est une actrice pornographique américaine.

## Distinctions
Nominations
- 2004 AVN Award – Best Solo Sex Scene (Hard Edge)[2]

## Filmographie sélective
- 1999 : University Coeds 22
- 2000 : Pussyman's Decadent Divas 7
- 2000 : No Man's Land: Latin Edition 1
- 2001 : The 4 Finger Club 10
- 2002 : The Best of Perfect Pink, Again
- 2003 : Hard Edge
- 2004 : Girls Hunting Girls
- 2005 : Kick Ass Chicks 23: Anal Queens
- 2006 : Girl 2 Girl
- 2008 : Black Anus
- 2009 : Smoking Hot Girls
- 2010 : Silvia Loves Jenna
- 2011 : All Natural Sexy Latinas
- 2014 : Spicy Young Latinas 2
- 2017 : Mexican Ass Worship